# 越後平氏
越後平氏（えちごへいし）は、桓武平氏繁盛流惣領家の常陸平氏（大掾氏）のうち越後国で分岐した奥山氏と城氏を中心に発展した氏族。同族に鎮西平氏（伊佐氏）、海道平氏（岩城氏）、信濃平氏（仁科氏）がある（海道平氏と信濃平氏に関しては同族ではない説もある）。

## 歴史

### 余五将軍・平維茂
鎮守府将軍平貞盛は一族から多くの者を自己の養子として迎えることが知られていた。この中で弟の平繁盛の息子、或いは孫（上総介平兼忠の息子）である維茂は十五番目の養子となった。この維茂が越後平氏の祖であるが、野口実は『今昔物語』に出てくる平維良と同一人物との説を出している。なお、維茂の兄弟、或いは叔父で同じく貞盛の養子となった維幹は常陸平氏の祖となっている。
維茂は鎮守府将軍となり、関東・奥羽で武名を轟かせて“余五将軍”との綽名を付けられたが、これは貞盛の十五番目の養子になったことに由来する。維茂は晩年に越後に土着したようで、新潟県東蒲原郡阿賀町の平等寺は維茂が建てたと言われ、中には維茂が植えたと伝えられている将軍杉や維茂の墓がある。

### 越後平氏の勢力拡大
維茂の息子たちの代で越後平氏の基盤が築かれる。嫡男の繁貞は越後国沼垂郡内で勢力を拡大していったが、この一族は検非違使として専ら京都に居住した。同郡奥山郷の地名を名字として、子孫に阿仏尼や、その父である奥山度繁（おくやまのりしげ）がいる。
越後平氏の主流となったのは三男の繁茂（繁成/重衛）で秋田城介に任じられているが、この地位には既に兼忠が任じられていた。繁茂は藤原登任と共に安倍頼良を攻撃して前九年の役を起こしている。繁茂の息子である貞茂（貞成）が城氏を称しているが、城の姓は明かに秋田城介に由来するものである。もっとも、城氏で秋田城介になった者はいない。
越後平氏は嫡流の城氏を中心にして勢力を拡大する。貞茂の息子の永基（長基）は「越後国住人」（後の国人）と称され、その息子の資国（助国）は出羽の清原武衡の娘と結婚しているのである。一見、越後平氏は越後国全体を掌握したかのように見えるが、実態は阿賀野川流域と北部に限られていた。このことは越後平氏の一族の姓氏が阿賀北部の荘園に由来していることからも窺える。

### 落日
治承4年（1180年）8月に伊豆で源頼朝が、同年9月には源義仲が信濃で挙兵した。これら、源氏勢力の蜂起を鎮圧するために、同族でもある中央の平氏政権から期待を掛けられていたのが越後平氏であった。越後平氏を束ねる城資永もこれに応える形で翌年に源氏討伐の兵を挙げたが直前で急死した。後を継いだ弟の資職（長茂）は一万の軍勢を率いて信濃に攻め入るも横田河原の戦いで義仲に大敗を喫した。長茂は越後に帰還したものの、同地で反乱に遭う。越後守護への任命も何の役には立たず、越後は源氏の勢力下に落ち、長茂自身も囚われの身となった。
長茂自身は後に梶原景時の斡旋で奥州合戦に参加して赦免されて御家人に叙せられている。しかし頼朝、景時が相次いで没すると長茂は後ろ盾を失い、建仁元年（1201年）に鎌倉幕府に対して反乱を起こして処刑されてしまう。長茂の挙兵に呼応した越後での城氏の反乱も佐々木盛綱に鎮圧された。ここに越後平氏は滅亡したのである。
戦国時代の上杉氏の家臣である大見、杉原、安田の諸氏は越後平氏の流れと称している。